# Communauté de communes de la Région de La Villedieu-du-Clain
La  Communauté de communes de la Région de La Villedieu-du-Clain est une ancienne communauté de communes française, située dans le département de la Vienne et la région Poitou-Charentes.

## Histoire
Au 1er janvier 2014, une nouvelle Communauté de communes, la Communauté de Communes Vallées du Clain est créée et regroupe celle de Vonne et Clain et celle de la Région de la Villedieu du Clain, soit un ensemble de 16 communes.

## Composition
Elle regroupait les 10 communes suivantes :
- Aslonnes
- Dienné
- Fleuré
- Gizay
- La Villedieu-du-Clain
- Nieuil-l'Espoir
- Nouaillé-Maupertuis
- Roches-Prémarie-Andillé
- Smarves
- Vernon

## Jumelage
La Communauté de communes de la Région de La Villedieu-du-Clain était jumelée avec Wachtberg en Allemagne et Bernareggio en Italie.

## Administration
| Période                                  | Période          | Identité           | Étiquette | Qualité |
| ---------------------------------------- | ---------------- | ------------------ | --------- | ------- |
| juillet 2002                             | 31 décembre 2013 | Gilbert Beaujaneau | UMP       |         |
| Les données manquantes sont à compléter. |                  |                    |           |         |